# Among Us
Among Us  är ett onlinespel för flera spelare som utvecklats och publicerats av den amerikanska spelstudion InnerSloth. Spelet släpptes den 15 juni 2018 och är tillgängligt på PC, Android, IOS, Playstation, Xbox och Nintendo Switch. Spelet utspelar sig på ett rymdskepp där spelarna slumpmässigt tilldelas rollen som antingen besättningsmedlem (crewmate) eller bedragare (impostor). Oftast deltar 8-13 besättningsmedlemmar, och det kan finnas högst 3 bedragare i en vanlig spelomgång.  
Målet för besättningen är att slutföra uppdrag på skeppet, t.ex. fixa ventilationen eller tanka skeppets motorer och att till slut lista ut vilka som är bedragare och sparka ut dem från skeppet genom en majoritetsomröstning.  
Målet för bedragarna är att utföra sabotage i skeppet, förhindra att besättningen blir klar med sina uppdrag och att döda besättningen en efter en utan att bli avslöjade. 
Besättningen vinner om de blir klara med alla uppdrag eller avslöjar och röstar ut alla bedragare. 
Bedragarna kan vinna på följande sätt:
1. De lyckas med att sabotera skeppets kärnkraftreaktor eller syregenerator. 
2. De dödar så många besättningsmedlemmar att antalet levande besättningsmedlemmar är detsamma som antalet bedragare.

## Spel
Among Us är ett flerspelarspel för fyra till femton spelare. Besättningens mål är att identifiera vem eller vilka som är bedragare (impostor) och eliminera dem samt att slutföra olika uppdrag. Bedragarnas mål är att i hemlighet sabotera och mörda alla besättningsmedlemmar innan de antingen slutför alla sina uppdrag eller eliminerar bedragarna genom att rösta ut dem vid gruppmöten. Om alla bedragare elimineras eller om alla besättningens uppdrag slutförs vinner besättningsmedlemmarna. Om det finns lika många bedragare och besättningsmedlemmar, eller om ett kritiskt sabotage inte repareras i tid, så vinner bedragarna. Spelet kan äga rum på en av fyra kartor: ett rymdskepp (The Skeld), en kontorsbyggnad (Mira HQ), en bas på en främmande planet (Polus) eller ett luftskepp (The Airship).
Besättningsmedlemmarna får uppdrag att slutföra i form av minispel. Dessa minispel består bland annat av underhållsarbete på skeppets, t.ex. koppling av elektriska kablar, soptömning och reparation av drivmotorer. Bedragarna får falska uppdrag för att smälta in bland besättningsmedlemmarna, men deras egentliga uppdrag är att isolera besättningsmedlemmarna från varandra och mörda dem när ingen ser. Bedragarna har förmågan att sabotera belysning och dörrar, ta sig fram genom ventilerna, identifiera andra bedragare och döda besättningsmedlemmar.
Om en spelare dör blir hen ett spöke. Spöken kan passera genom väggar, men har begränsade möjligheter att interagera med de andra spelarna. Döda besättningsmedlemmar kan till exempel fortfarande avsluta sina uppdrag, och döda bedragare (de som blivit avslöjade och röstats ut av besättningen) kan hjälpa sina lagkamrater med sabotage, men de är osynliga för alla levande spelare och kan inte kommunicera med dem. Alla spelare, bortsett från spöken, har ett begränsat synfält och kan bara se andra spelare inom ett visst avstånd. 
Besättningen vinner genom att antingen slutföra alla uppdrag innan de dödas eller genom att hitta och eliminera alla bedragare. För att bedragarna ska vinna måste de antingen lyckas med ett sabotage eller döda så många besättningsmedlemmar att antalet bedragare är lika många som antalet besättningsmedlemmar (då är det omöjligt att rösta ut bedragarna). När en bedragare utför sabotage medför detta antingen en omedelbar konsekvens (som att alla lampor stängs av eller att dörrar stängs) eller att det påbörjas en nedräkning till en katastrof, t.ex. att en reaktor får härdsmälta. När nedräkningen börjar måste besättningsmedlemmarna reparera sabotaget innan räknaren når noll, annars vinner bedragarna. Sabotage kan enbart repareras av levande besättningsmedlemmar, inte spöken, och reparationsmetoden är olika beroende på vilket sabotage det gäller.
Alla levande spelare som hittar en död besättningsmedlem kan rapportera det. En sådan rapport innebär att spelet stoppas och alla spelarna kallas till ett gruppmöte på skärmen. Under mötet diskuterar spelarna vem de tror är bedragare. Bedragarna deltar i diskussionen och måste lyckas vilseleda besättningen för att överleva. Som hjälpmedel för att hitta bedragarna finns det olika spårningssystem på varje karta. The Skeld har övervakningskameror, Mira HQ har en dörrlogg och i Polus finns en livsindikator. Det finns också en översiktskarta som visar i vilka rum det finns spelare, något som strategiskt kan användas av både besättningsmedlemmar och bedragare. I samband med gruppmötet kan varje spelare välja att rösta på den de tror är bedragare, lägga ned sin röst eller avstå genom att låta mötestiden rinna ut. Om en spelare får en majoritet av rösterna så elimineras hen. Levande spelare kan också kalla till nödmöte genom att trycka på en larmknapp som finns på kartan. Detta går att göra när som helst under spelets gång förutom när ett sabotage pågår eller om ett möte nyss har avslutats.
Spelarna kommunicerar i en textchatt som endast går att se och skriva i under möten och bara om deras karaktär lever. Spöken kan kommunicera med varandra när som helst, men de kan inte kommunicera med levande spelare. Spelet har inget inbyggt röstchattsystem, men det är vanligt att spelare använder externa program som Discord för att kunna prata med varandra medan de spelar. I spellobbyn kan inställningar justeras för att anpassa delar av spelet, till exempel visningsområde och antal tillåtna nödmöten. Det finns också många kosmetiska alternativ. Spelarna kan t.ex. välja färg på rymddräkten, hud, hattar och även välja husdjur. Några av dessa alternativ är nedladdningsbart innehåll.

## Utveckling och släpp

### Utveckling
Among Us inspirerades av det verkliga sällskapsspelet Mafia (även känt som Varulv i vissa områden), och var ursprungligen tänkt att vara ett lokalt flerspelarspel med en enda karta. Spelet släpptes i juni 2018 till Android och iOS, under AppID av Spacemafia.
Strax efter lanseringen hade Among Us ett genomsnittligt spelarantal på 30 till 50 spelare samtidigt. Programmeraren Forest Willard ansåg att lanseringen inte var tillräckligt lyckad, och designern Marcus Bromander trodde att det berodde på att studion InnerSloth var dålig på marknadsföring. Teamet var nära att ge upp spelet flera gånger, men fortsatte arbetet med det tack vare en liten men engagerad spelarskara. Först lade man till online multiplayer, nya uppdrag och inställningar. Därefter, den 16 november 2018, släpptes spelet på Steam. Cross-platform var tillgängligt när PC-versionen släpptes vilket gjorde det möjligt för mobilspelare att spela tillsammans med vänner som spelade via sin dator.
Den 8 augusti 2019 släppte InnerSloth en andra karta, Mira HQ. En tredje karta med namnet Polus tillkom den 12 november 2019. De båda nya kartorna kostade från början 4 dollar, men priset sänktes till 2 dollar den 6 januari 2020 och blev sedan gratis den 11 juni 2020. Kartpaketen finns fortfarande att köpa på alla plattformar, men de ger inte längre åtkomst till kartorna utan ger bara spelaren de accessoarer som medföljer kartorna.
Enligt Willard höll teamet bakom spelet "fast vid spelet mycket längre än vi förmodligen borde ha gjort från en ren affärssynpunkt", och lade ut uppdateringar av spelet så ofta som en gång i veckan. Detta ledde till en stadig ökning av antalet spelare, och Bromander uppgav att de kunde göra detta tack vare sparkapital som gjorde att de kunde fortsätta arbeta med spelet trots att det inte sålde särskilt bra.

### Popularitet
Spelet släpptes 2018, men det var inte förrän i mitten av 2020 som Among Us ökade markant i popularitet. Popularitetsökningen berodde främst på innehållsskapare i Sydkorea och Brasilien. Bromander uppgav vid den tiden att Among Us var mer populärt i Mexiko, Brasilien och Sydkorea än i USA. Enligt Willard gjorde Twitch-streamern Sodapoppin spelet populärt på Twitch i juli 2020, och efter detta började många andra Twitch-streamers och YouTubers spela Among Us, bland annat CallMeCarson, xQc, Pokimane, Shroud, Ninja och PewDiePie.
Covid-19-pandemin angavs ofta som en anledning till spelets ökande popularitet, eftersom det möjliggjorde social interaktion trots social distansering. Emma Kent från Eurogamer trodde att lanseringen av InnerSloths The Henry Stickmin Collection också bidrog till Among Us popularitet,  och PC Gamers Wes Fenlon menade att Twitch-streamern SR_Kaif lade grunden för spelets stora framgång." Spelets likheter med andra populära brädspel som hade inspirerats av Mafia, till exempel Secret Hitler, listades också av Fenlon som en anledning till framgången för Among Us . Några av dessa maffialiknande spel hade tidigare anpassats till datorspel, som Town of Salem och Werewolves Within, men Fenlon såg dessa som att man bara tog de grundläggande varulvsreglerna och lade till ett online-gränssnitt, medan Among Us var ett helt nytt koncept. 
Spelets popularitet fortsatte att öka under de följande månaderna. I september 2020 nådde spelet mer än 100 miljoner nedladdningar, och antalet spelare steg till 1,5 miljon, av dessa var nästan 400 000 på Steam. Spelet nådde en topp på 3,8 miljoner spelare i slutet av september 2020. Den plötsliga ökningen av antalet spelare överbelastade spelservern, som enligt Willard "vid den tiden (var) ... en helt gratis, och usel, Amazon-server".
Under sin mest populära period spelades Among Us av US Navy Esports-teamet, där spelare på live-stream använde namn som hänvisade till N-ordet och bombningen av Nagasaki. Detta ansågs stötande och oacceptabelt av många tittare. I augusti öppnade InnerSloth också en e-handelsbutik för Among Us. Spelets popularitet inspirerade många att göra fanart och internet-memes. "Crewsonas", det vill säga egenskapade karaktärer eller alter egon i samma stil som spelfigurerna, blev också ett fenomen. Willard uttryckte att fan-skapat innehåll "verkligen är den bästa delen" av att göra Among Us, Bromander kallade det "det bästa jag vet".

### Avbruten uppföljare och framtid
I augusti 2020 flyttade utvecklarna sitt fokus till en uppföljare, Among Us 2. Under denna tid fortsatte Willard och Amy Liu arbetet med att uppdatera Among Us, öka det maximala spelarantalet, lägga till fyra servrar, tre regioner och längre spelkoder för att möjliggöra stöd för fler samtidiga spel. Den 23 september 2020 avbröt man arbetet med uppföljaren och valde istället att förbättra originalspelet och lägga till allt innehåll som var avsett för uppföljaren till det befintliga istället, på grund av "hur många människor som uppskattade originalspelet". Eftersom InnerSloth ansåg att spelets kod var föråldrad och inte byggd för att stödja så mycket nytt innehåll, planerar utvecklarna att omarbeta spelets kärnkod för att möjliggöra de nya funktionerna. Teamet har meddelat sina planer på att åtgärda serverproblemen och problemen med utbrett fusk,  samt att göra spelet roligare för spöken, lägga till anpassningsbara kontroller, färgblindhetsstöd, ett vänner-system och en ny karta baserad på Henry Stickmin-serien som Bromander har skapat.
InnerSloth har övervägt att släppa spelet på konsoler som PS4 och Xbox One, men man stötte på problem med att implementera spelarkommunikation, eftersom normal textbaserad eller röstbaserad chatt verkade oanvändbar. De övervägde ett system som liknar "quick comms"-systemet från Rocket League, liksom möjligheten att utveckla ett helt nytt kommunikationssystem för spelet.

## Mottagande
Craig Pearson från Rock, Paper, Shotgun tyckte att det var "mycket roligare" att spela som bedragare än att spela som besättningsmedlem, något han kallade "utmattande". Med hänvisning till spelets popularitet bland streamers sa Evelyn Lau från The National: "Att se reaktionerna hos människor som försöker gissa vem bedragaren är (och ibland har väldigt fel) eller se dem ljuga uruselt är allt ganska underhållande." Alice O'Conner från Rock, Paper, Shotgun beskrev spelet som: "Mafia eller Werewolf men med minispel".  Andrew Penney från TheGamer sa att spelet var värt sitt pris och "vem du spelar med bestämmer hur roligt spelet är."
Among Us har ofta jämförts med Fall Guys, eftersom båda blev populära som socialiseringsspel under COVID-19-pandemin. Jämförelser har också gjorts mellan de två spelens avatarer, som sägs se ut som gelébönor. Among Us har också jämförts med The Thing, Town of Salem, Werewolves Within och Secret Hitler.

## Engelska originalcitat
1. ↑  “We stuck with Among Us a lot longer than we probably should have from a pure business standpoint,”